# 弗兰齐斯卡·豪克
弗兰齐斯卡·豪克（德語：Franzisca Hauke，1989年9月10日—），德国女子曲棍球运动员。她曾代表德国参加2016年和2020年夏季奥林匹克运动会曲棍球比赛，其中2016年奥运会获得一枚铜牌。